# ۱۷۵۳ (میلادی)
در این صفحه وقایع مهم سال ۱۷۵۳ میلادی فهرست شده‌اند.

## وقایع مهم
- ساخت بنای تالار استقلال محل امضای بیانیه استقلال آمریکا.
- اعتای حق شهروندی به یهودیان از سوی پارلمان بریتانیا
- تخریب کامل شهر کرمانشاه با حملهٔ نیروهای زندیه و تخلیهٔ کامل جمعیت آن. ابعاد این تخریب تا اندازه‌ای بود که تا نزدیک به ۱۰ سال شهری به نام کرمانشاه وجود نداشت و منطقهٔ کرمانشاه نیز بدون حاکم نشین و حاکم بود.[۱]

## زادروزها
- زادروز لازار کارنو ریاضی‌دان انقلابی و طراح نقشه‌های جنگی.

- ۲۶ مارس – بنجامین تامسون، فیزیک‌دان آمریکایی (د. ۱۸۱۴)
- ۱۳ مه – لازار کارنو، ریاضی‌دان، سیاست‌مدار، و مهندس فرانسوی (د. ۱۸۲۳)
- ۱۰ اوت – ادموند رندولف، سیاست‌مدار، وکیل، و دیپلمات آمریکایی (د. ۱۸۱۳)

## درگذشت‌ها
- درگذشت جرج برکلی فیلسوف و کشیش ایرلندی، بانی نظریه آرمانگرایی مدرن .
- ۶ اوت – جرج ویلهلم ریشمان، فیزیک‌دان آلمانی (ز. ۱۷۱۱)
- ۱۹ اوت – بالتازار نویمان، معمار آلمانی (ز. ۱۶۸۷)